# Gustav Zeuner (Schiff)

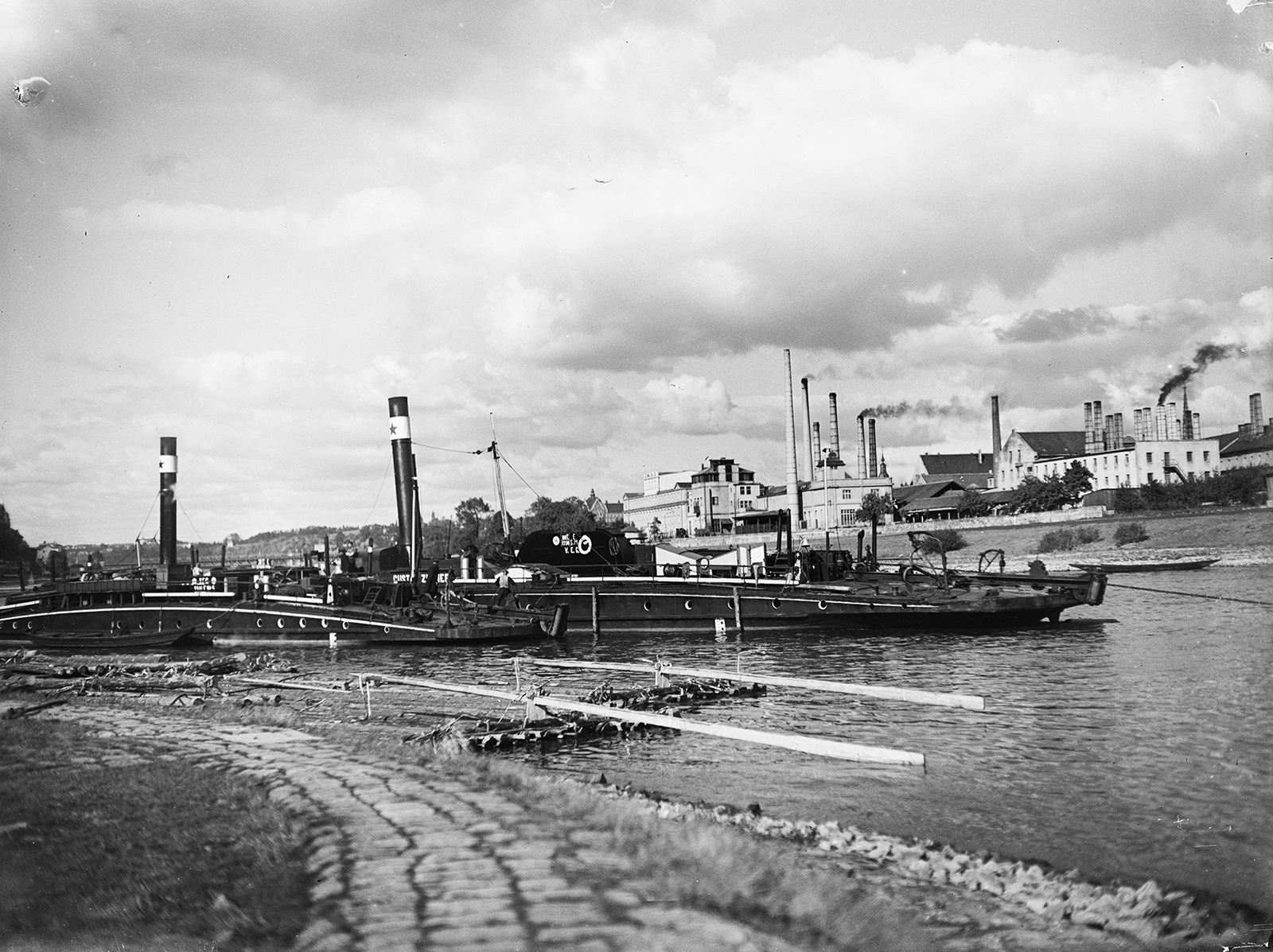
Gustav Zeuner (rechts) beim Kettenwechsel in Meißen, 1928

Der Kettenschlepper Gustav Zeuner wurde 1894 als erster Kettenschleppdampfer der zweiten Generation in der Schiffswerft Übigau bei Dresden erbaut. Das Schiff ist das einzige nahezu vollständig erhalten gebliebene Relikt der Kettenschifffahrt auf der Elbe. Das Schiff war von 1895 bis 1931 auf der Elbe im Einsatz und befindet sich heute als Museumsschiff im Handelshafen Magdeburg. Es ist nach dem deutschen Ingenieur Gustav Zeuner benannt.

## Geschichte
Mit fortschreitender Industrialisierung nahm der Massengutverkehr auf der Elbe schnell zu. Die bis dahin verwendeten Raddampfschlepper mit Niederdruckdampfmaschine waren zu leistungsschwach. Um das Transportsystem Schleppschifffahrt zu verbessern, wurden nun neue Schleppdampfer gesucht. Die erforderliche Leistung konnte seinerzeit nur von Kettenschleppern erbracht werden.
Konkrete erste Schritte zur Einführung der Kettenschifffahrt in Deutschland wurden seit 1862/1863 an Rhein und Elbe unternommen. Die Kettenschifffahrt auf Elbe und Saale begann mit dem ersten regulären Schleppdienst mit einem Kettenschlepper in Magdeburg auf dem Teilstück der Elbe zwischen Magdeburg-Neustadt und Magdeburg-Buckau. Der Streckenausbau bis Hamburg dauerte bis zum Jahr 1874. Im Jahr 1871 war auch auf der Strecke bis zur Oberelbe, bis zur Ortschaft Kreinitz, die Kette ausgelegt. Bis zum Jahr 1873 verfügte die KSO (Kettenschleppschifffahrt Oberelbe) über 13 Kettenschlepper. Auch in der Saale wurden von der Mündung bis nach Halle bis zum Jahr 1903 105 km Kette verlegt.

## Das Schiff
Der eiserne und vollgenietete Kettenschlepper wurde von 1894 bis 1895 in Übigau gebaut und dort 1895 in Dienst gestellt. Das Schiff der zweiten Generation war mit einer bahnbrechenden technischen Neuerung ausgestattet, dem „Bellingrath’schen Kettengreifrad“ mit 2320 mm Durchmesser. Weiterhin besaß es, der damaligen Zeit weit voraus, zwei Wasserstrahlturbinen, über lösbare Kupplungen mit der Hauptmaschine verbunden, zur Verbesserung der Manövrierfähigkeit während der Fahrt an der Kette und zur problemlosen und unabhängigen Fahrt frei von der Kette. Diese Wasserstrahlturbinen, eine Erfindung von Gustav Zeuner, dem Namensgeber für das Schiff, können als Vorstufe des modernen Wasserstrahlantriebs angesehen werden. Zu den wichtigsten Ausrüstungsgegenständen gehörte das Schleppgeschirr mit zwei Schlepptauen und zwei Dampfwinden. Zu einem reibungslosen Schleppbetrieb gehörten ebenso ein stabiler Schlepphaken sowie jeweils am Bug und am Heck ein Anker, Handankerwinden, ein Bug- und Heckruder und schwenkbare Ausleger für die Kettenführung an Bug und Heck. Mit ihrer Hilfe war es möglich, die Kette auch in engen Krümmungen in Flussmitte abzulegen. Als Anker fanden die damals in der Binnenschifffahrt üblichen Draggen mit vier Flunken Verwendung. Nach 1918 wurde das Greifrad durch Kettentrommeln ersetzt.

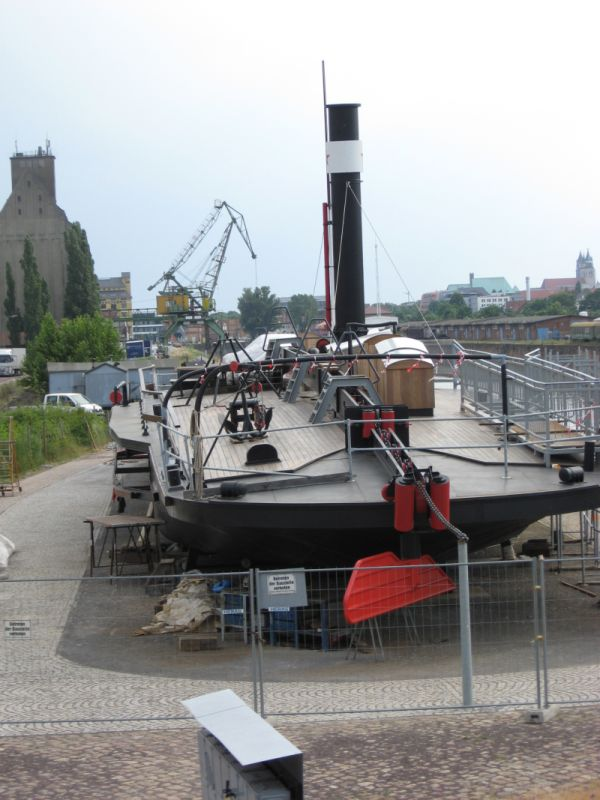
Während der Restaurierung
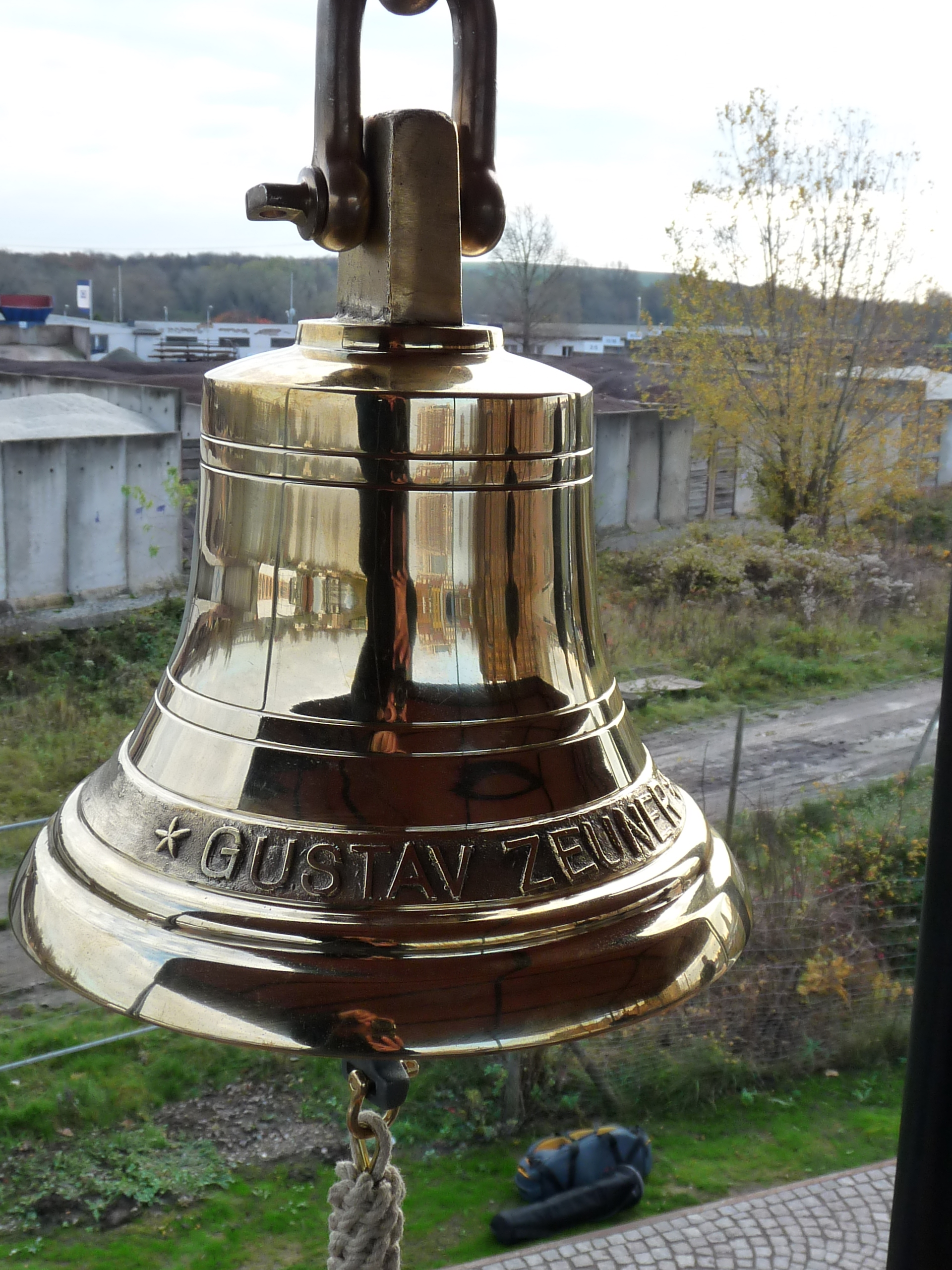
Die Schiffsglocke
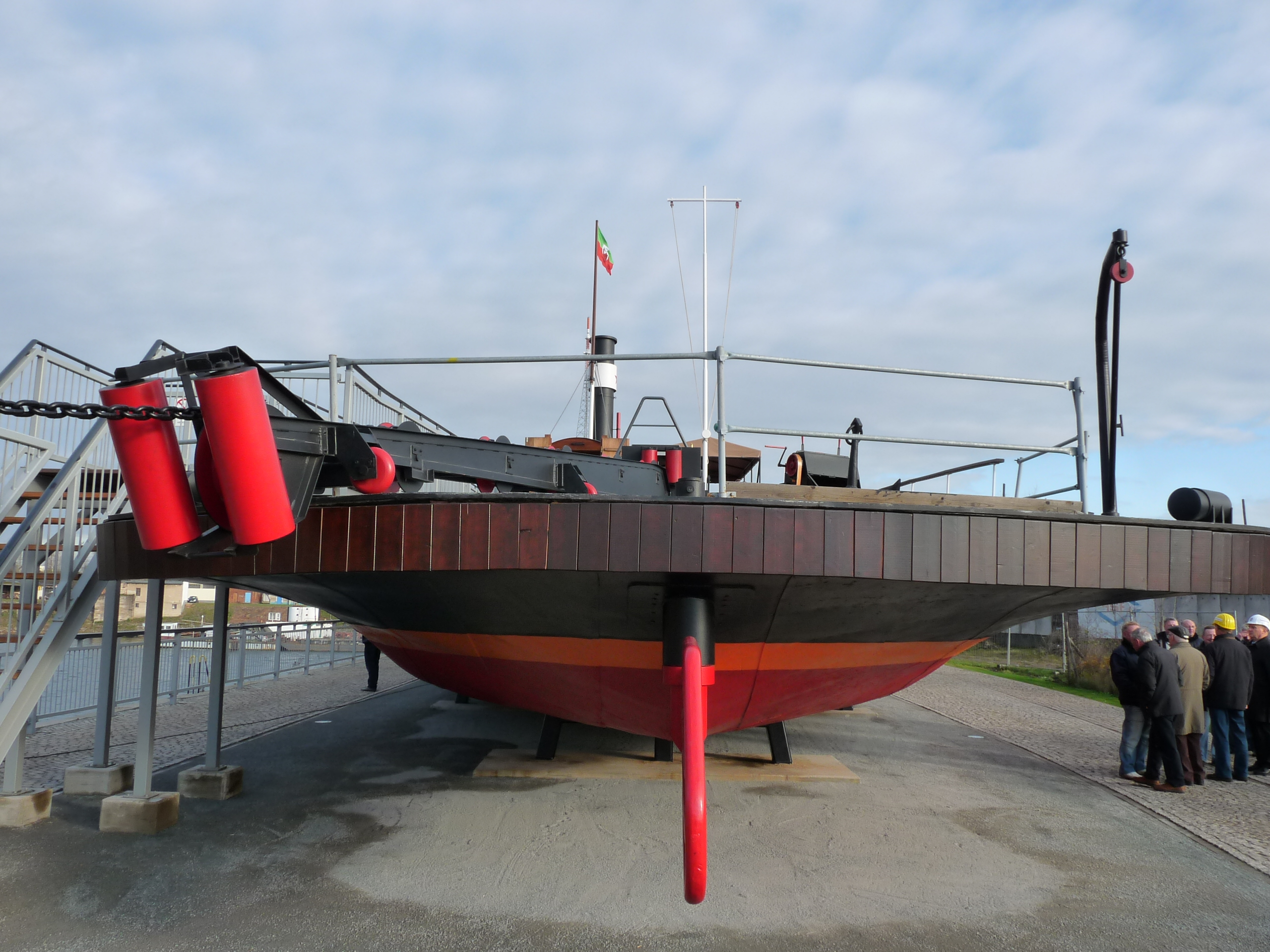
Bugansicht
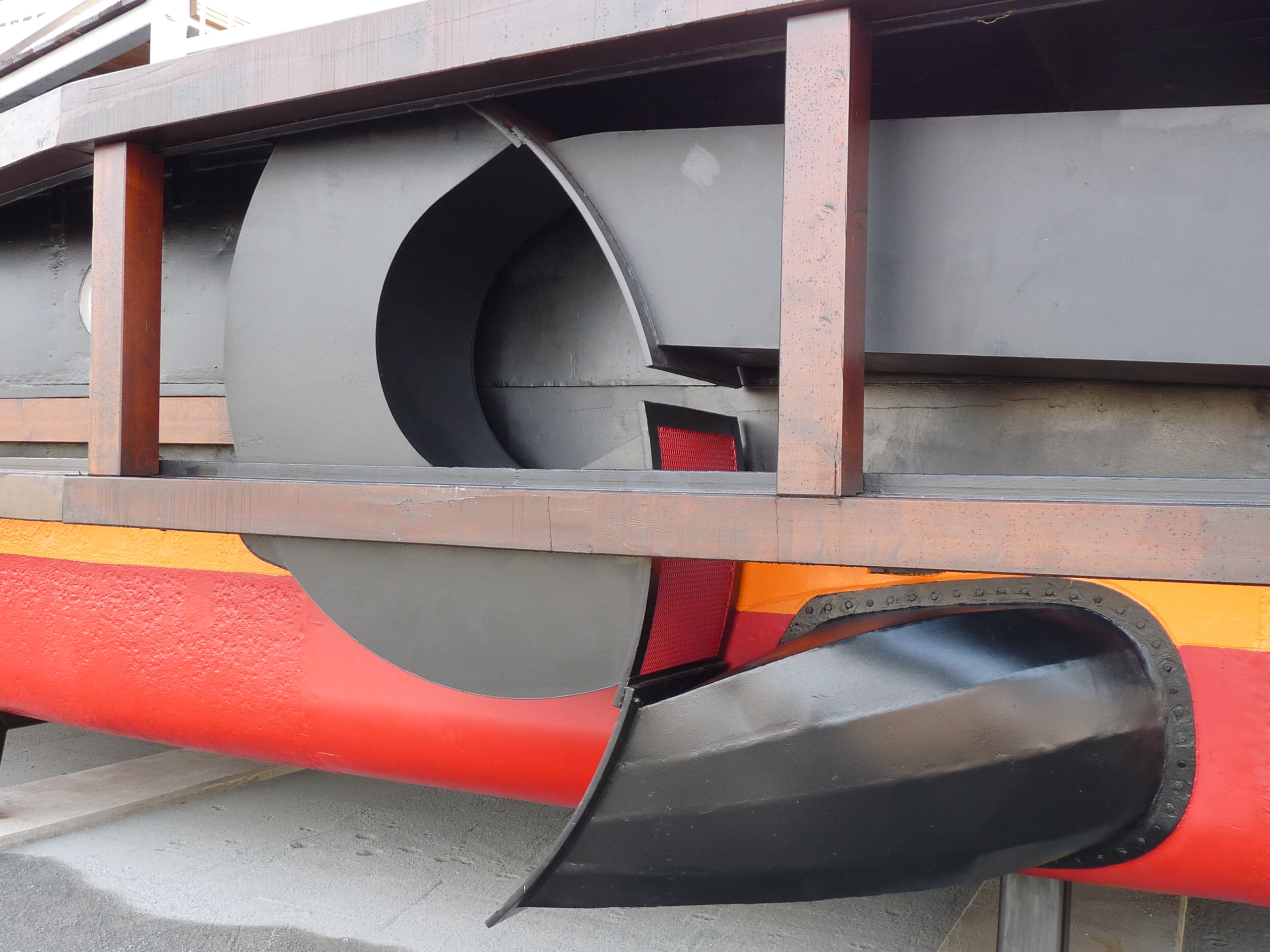
Austrittsöffnung der Wasserstrahlturbine an der Seite
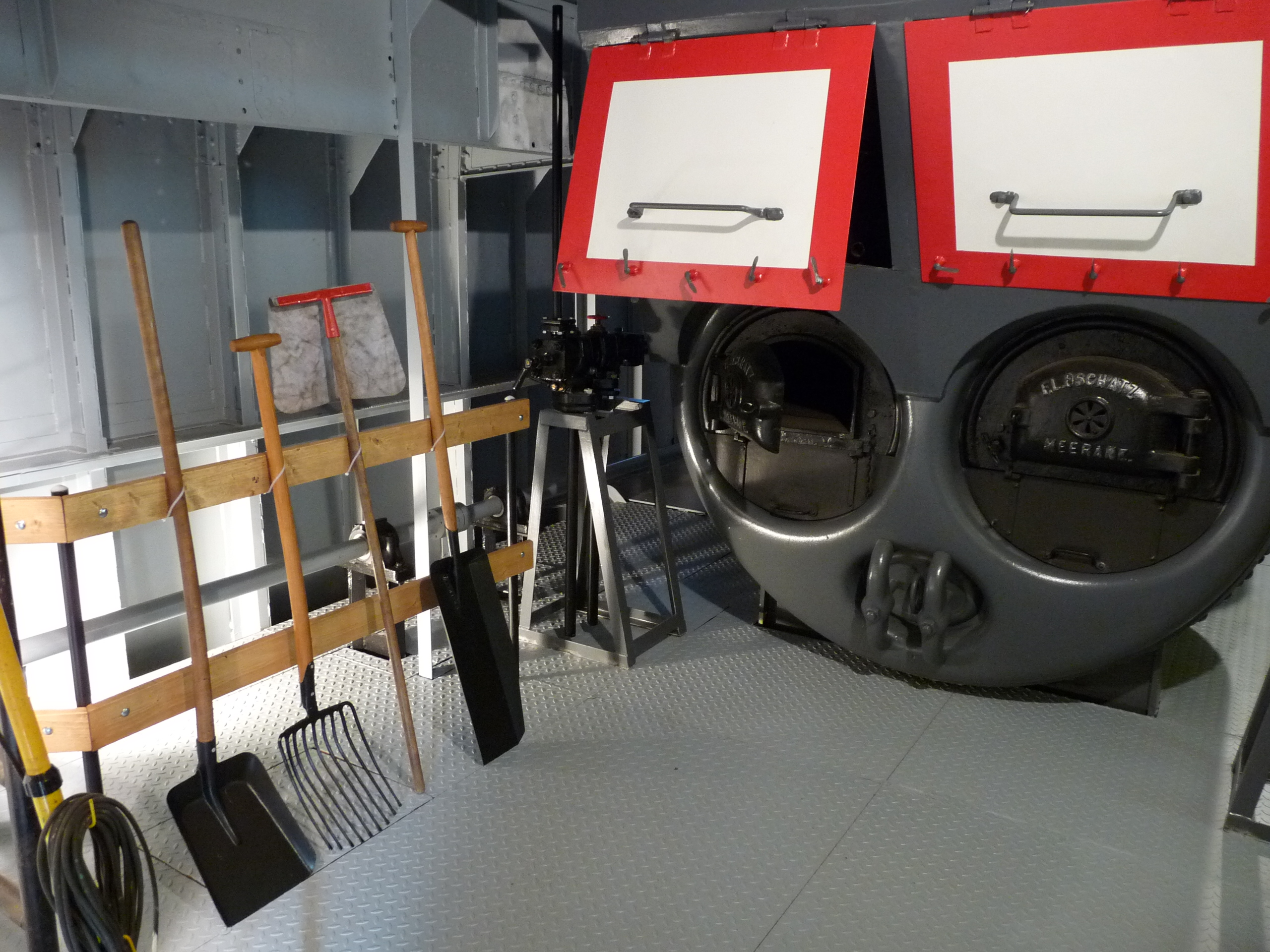
Kesselraum
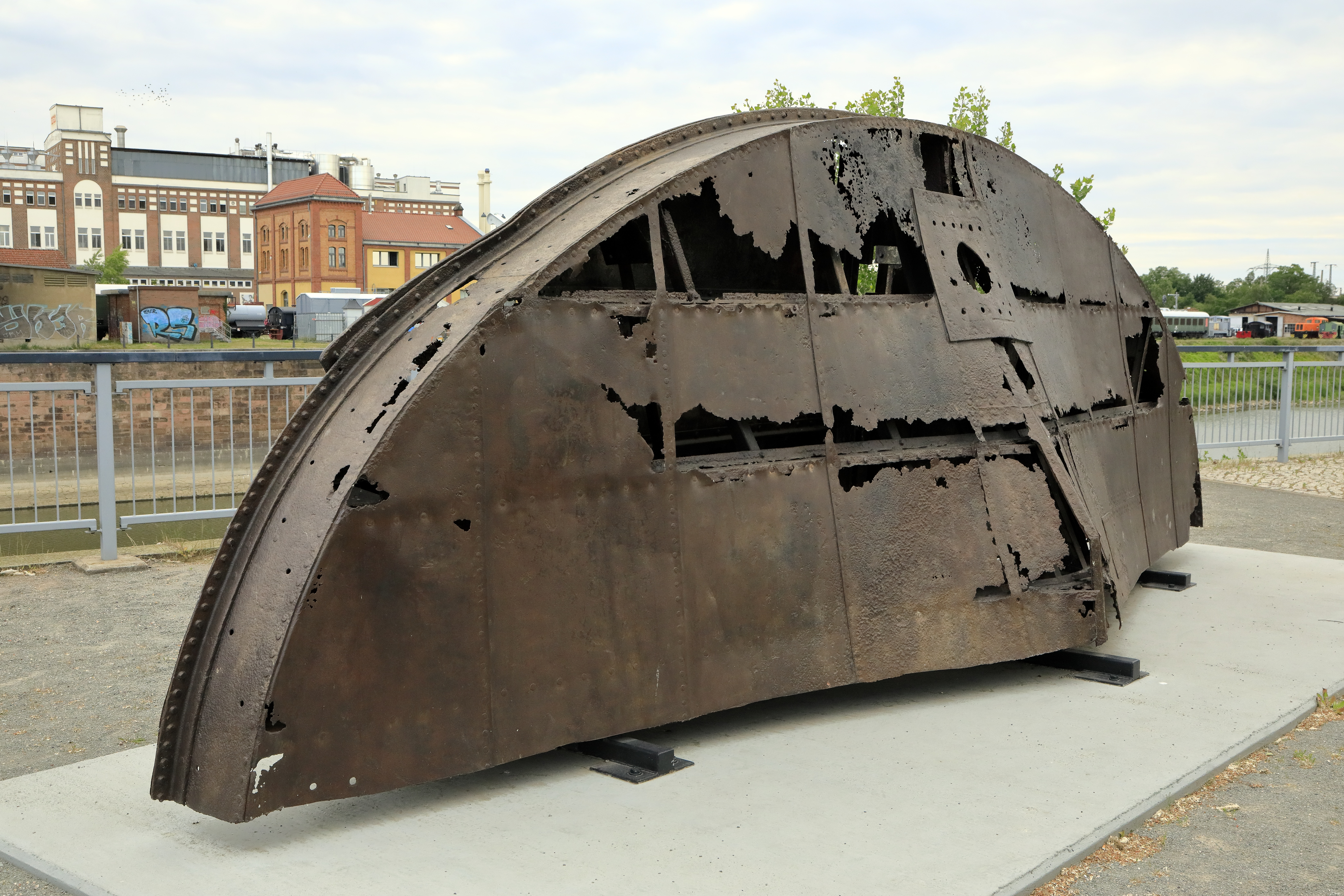
Die originale Hecksektion, sie musste bei der Aufarbeitung ersetzt werden

## Besatzung
Die Besatzung bestand im Regelfall aus dem Kapitän, einem Maschinisten, zwei Heizern und zwei Bootsmännern.

## Verbleib

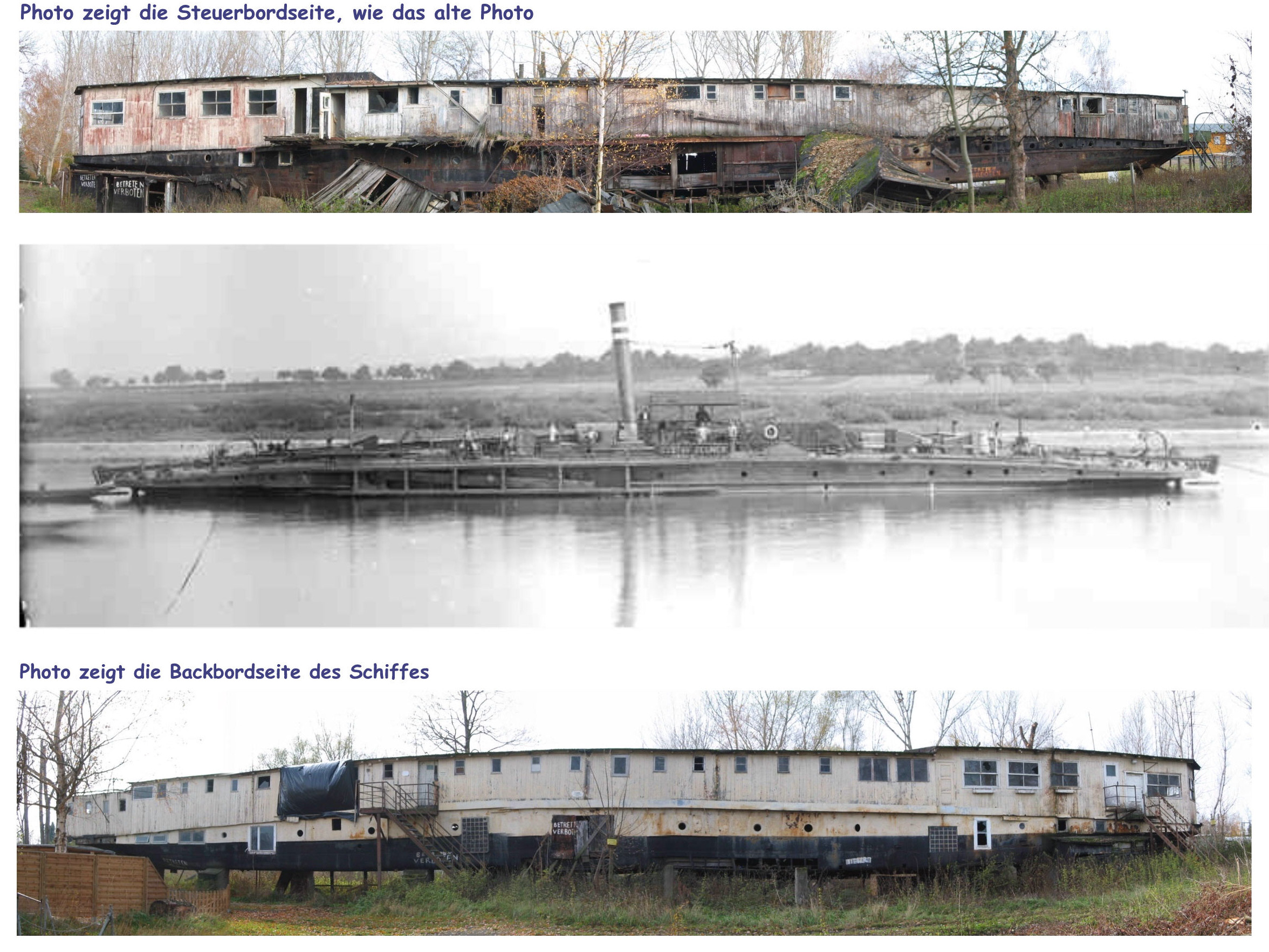
Reste des Kettendampfers vor der Restaurierung

Nach der Einstellung der Kettenschifffahrt auf der Elbe und der damit verbundenen Außerdienststellung des Kettenschleppers Gustav Zeuner im Jahre 1931 erfuhr der Schiffskörper sehr unterschiedliche Nutzungen. Unter anderem wurde er 1933 an Paul Michaelis in Magdeburg-Fermersleben verkauft, an Land gesetzt, mit hölzernen Decksaufbauten versehen und als Sportbootschuppen und Gaststätte verwendet. Das Schiff befand sich im Bereich des Hafens Fermersleben, etwas südlich des Hafens am Westufer der Elbe. Mit Hilfe einer Drahtseilbahn wurden im Schiffsrumpf untergestellte Paddelboote zur Elbe transportiert. Die Nutzung des Kettenschleppers, auf dem auch an den Wochenenden jeweils Vergnügungsveranstaltungen stattfanden, erlebte in der Mitte der 1960er Jahre nochmals einen Höhepunkt, wurde später jedoch eingestellt. Der Schiffskörper war dem Verfall preisgegeben. 1988 wurde der erhalten gebliebene Schiffsrumpf unter Denkmalschutz gestellt.
Nach Zeitungsberichten in der Magdeburger Volksstimme vom 9. und 14. Juli 2005 sollte die Gustav Zeuner durch eine Arbeitsbeschaffungsmaßnahme und verschiedene andere Mitwirkende geborgen, schwimmfähig gemacht und als Museumsschiff genutzt werden. Nach der Beräumung und Zerlegung in Sektionen und einem Transport in den Magdeburger Wissenschaftshafen (ehemals Handelshafen) konnte am 1. Juli 2006 mit der detailgetreuen Rekonstruktion und der Restaurierung durch die „Gesellschaft für Innovation, Sanierung und Entsorgung (GISE mbH)“ in Zusammenarbeit mit dem „Jobcenter ARGE Magdeburg mbH“  und der Unterstützung der Stadt Magdeburg begonnen werden. Ende September 2010 fanden die Arbeiten ihren Abschluss.
Am 11. November 2010 wurde das Museumsschiff in Anwesenheit des Magdeburger Oberbürgermeisters Lutz Trümper übergeben. Schwimmfähig wurde das Schiff nicht gemacht. Der dauerhafte Ausstellungsort befindet sich neben dem Hafenbecken, in unmittelbarer Nachbarschaft zu weiteren historischen, schwimmenden Geräten und Bauwerken, wie einem historischen Eimerkettenschwimmbagger und dem Taucherschacht II. Außerdem finden sich hier neben vielen verschiedenen Wagen und Lokomotiven verschiedener Baujahre auch eine historische Hubbrücke und Speichergebäude. Die Gustav Zeuner kann in den Sommermonaten mittwochs bis sonntags kostenlos im Rahmen von Führungen besichtigt werden. In der ersten Saison besuchten über 5200 Gäste den frisch renovierten Museumsdampfer.